# Anthropologie juridique
L'anthropologie juridique est une science qui tente d'aborder les phénomènes juridiques avec une approche sociale, culturelle et symbolique. C'est un domaine particulier de l'ethnologie.

## Historique
Un précurseur de l'anthropologie juridique est Jacob Grimm, qui a pratiqué la germanistique juridique.
Henry Sumner Maine a joué un rôle de premier plan dans l'émergence des problématiques de cette discipline, notamment lorsqu'il publie Ancient Law en 1861. Pour la première fois le droit n'est plus seulement considéré comme le système normatif nécessaire à toute société, mais on commence à lui reconnaître une dimension explicative de l'ensemble des phénomènes sociaux et culturels.
Le domaine particulier de l'anthropologie juridique a lui été institué par Marcel Mauss, le droit ayant été totalement inclus dans le social, lors de la théorisation de la notion de fait social total.
Bronislaw Malinowski dans son ouvrage Crime and Custom in Savage Society (1926) assimile pour sa part les notions de juridicité et de contrôle social. Il considère en effet avant tout  le caractère coercitif du système juridique, notamment dans le droit primitif. Face à cette conception simplifiée, les anthropologues américains et britanniques ont vivement réagi. Par exemple Radcliffe-Brown qui rappelle que tout système de normes n'est pas nécessairement synonyme de droit, et qui propose de n'utiliser ce terme que lorsque, dans une société donnée, l'existence d'une institution chargée de l'appliquer est avérée (par exemple : un tribunal judiciaire).
Max Herman Gluckman se consacre pour sa part à l'étude particulière des conflits, notamment dans les sociétés où il existe ce type d'instance spécialisée dans la résolution judiciaire de ceux-ci. Ainsi il décrit la procédure et les mises en place des jurisprudences chez les Barotse d'Afrique du Sud.
Puis, dans les années 1980, Clifford Geertz initiant le courant post-moderniste en anthropologie, considère le droit non pas comme témoin du savoir local, mais comme façon de penser le réel.
L'Étasunienne Laura Nader joue un rôle important en maintenant le focus de la discipline sur les situations de conflits au sein des différentes sociétés, qui peuvent révéler les règles, les relations de pouvoir et les transformations des sociétés.

### En France
En France comme dans les autres empires coloniaux, l'étude ethnologique des systèmes de droit autochtones a eu lieu tout au long de l'histoire coloniale, en tant que science auxiliaire du droit colonial français. Après la Seconde Guerre mondiale, ces travaux ont été rejetés, notamment ceux de René Maunier. À partir des années 60, plusieurs universitaires dont notamment Michel Alliot ont tenté de refonder la discipline de l'anthropologie juridique en ne se référant plus aux travaux de l'époque coloniale. Le sociologue Pierre Bourdieu a critiqué l'anthropologie du droit kabyle, s'interrogeant notamment sur la pertinence des catégories juridiques occidentales lorsqu'elles sont – naïvement, selon lui – appliquées à la description des sociétés autochtones. À Paris, un Laboratoire d'anthropologie juridique comptant notamment Étienne Le Roy est créé, se spécialise dans le droit africain et reste en activité jusque dans les années 2010.

### Au Brésil
Au Brésil, l'anthropologie a davantage de considération au sein des facultés de droit, notamment en ce qui concerne les approches zététiques en droit.

## Débats
Un des débats classiques de l'anthropologie juridique est celui qui a opposé Max Gluckman et Paul Bohannan (en). La question est de savoir si pour décrire les pratiques d'un peuple étranger, il faut conserver les termes techniques dans la langue utilisée là-bas, ou s'il faut les traduire en utilisant des équivalents tirés de la langue de l'anthropologue.
Une autre question qui a fait couler beaucoup d'encre est celle de ce que cela doit signifier d'étudier le pluralisme juridique d'un point de vue anthropologique. Certains, comme Leopold Pospíšil, préfèrent se concentrer sur l'étude des différentes manières de faire du droit au sein d'une même société autochtone. D'autres, comme Rodolfo Stavenhagen, favorisent l'étude des manières dont le droit étatique et le droit autochtone s'entremêlent et entrent en relation.